# 農業食料工学会
一般社団法人 農業食料工学会（のうぎょうしょくりょうこうがっかい、英語: Japanese Society Of Agricultural Machinery And Food Engineers (JSAM)）は、日本の学術研究団体の一つ。

## 概要
1937年4月21日設立。学術研究団体としての種別は単独学会。
農学を中心とした幅広い分野を学術研究領域とし、農業機械・農業機械化・農業施設及び食料・生物資源の工学的処理等、農業食料工学に関する学術の進歩発展を図ることを目的としている。
国内においては日本農学会および日本農業工学会に、国際学術連合体としてはAABEA (Asian Agricultural and Biological Engineering Association)に加入している。
国際会議としては、International Symposium on Machinery and Mechatronics for Agriculture and Biosystems Engineering (ISMAB) 2020を共催した。

## 沿革
- 1937年 - 農業機械学会設立。
- 2013年 - 農業食料工学会に改称。
- 2019年 - 一般社団法人農業食料工学会へ移行。

## 刊行物

### 農業食料工学会誌
- 誌名（和文）：農業食料工学会誌
- 誌名（欧文）：Journal of the Japanese Society of Agricultural Machinery and Food engineers
- 創刊年：1937
- 資料種別：ジャーナル（査読付き論文を含む）
- 使用言語：日英混在
- 発行形態：印刷体、eジャーナル
- 著作権帰属先：学会
- クリエイティブコモンズ：定めている（CC BY）
- 購読：有料

### Engineering in Agriculture, Environment and Food
- 誌名（和文）：Engineering in Agriculture, Environment and Food
- 誌名（欧文）：Engineering in Agriculture, Environment and Food
- 創刊年：2008
- 資料種別：ジャーナル（査読付き論文を含む）
- 使用言語：英語のみ
- 発行形態：eジャーナル
- 著作権帰属先：Asian Agricultural and Biological Engineering Association (AABEA)
- クリエイティブコモンズ：定めている（CC BY、CC BY-NC-ND）
- 購読：無料